# مرشد بروجردی
مرشد بروجردی شاعر و متخلص به مرشد، متوفی سال ۱۰۳۰ هجری قمری می‌باشد. بعضی از تذکره‌ها او را تحت نام «مرشد یزدجردی» آورده‌اند، او در شهر بروجرد به دنیا آمد و در همان‌جا دانش را فرا گرفت، سپس به همدان رفت و با شاعرانی چون زکی همدانی، رشکی، هلاکی، میر مغیث محوی و میرالهی آشنا شد. او مدتی در بین شهرهای همدان، بروجرد و خرم‌آباد دررفت‌وآمد بود و با حکمرانان ارتباط داشت. سپس به اصفهان و از آنجا به شیراز رهسپار شد و به خدمت محمدقلی خان، پسر مرتضی قلی خان، حاکم شبانکاره رسید و با وی به دارابگرد مرکز حکومت او رفت و هشت سال ملازم وی بود. مرشد مدتی پس از درگذشت محمدقلی خان، به دعوت میرزا غازی ترخان، والی سند، به تته، پایتخت ترخانیان رفت و ملازم او شد و عنوان «مرشدخان» یافت، سپس به همراه میرزا غازی رهسپار قندهار شد و پس از کشته شدن او، ملازم جهانگیر پادشاه و مدتی بعد ملازم مهابت خان شد. وی در سال۱۰۲۶ هجری قمری به خدمت شاه جهان درآمد و تا پایان عمر در هند ماند. او قصاید بسیاری در مدح پیامبر اسلام سروده‌است.

## آثار
۱. «ساقی نامه»، که به نام محمدقلی خان و در مدح او می‌باشد.
۲. «دیوان» شعر.